# St. Nikolaus (Oberelldorf)

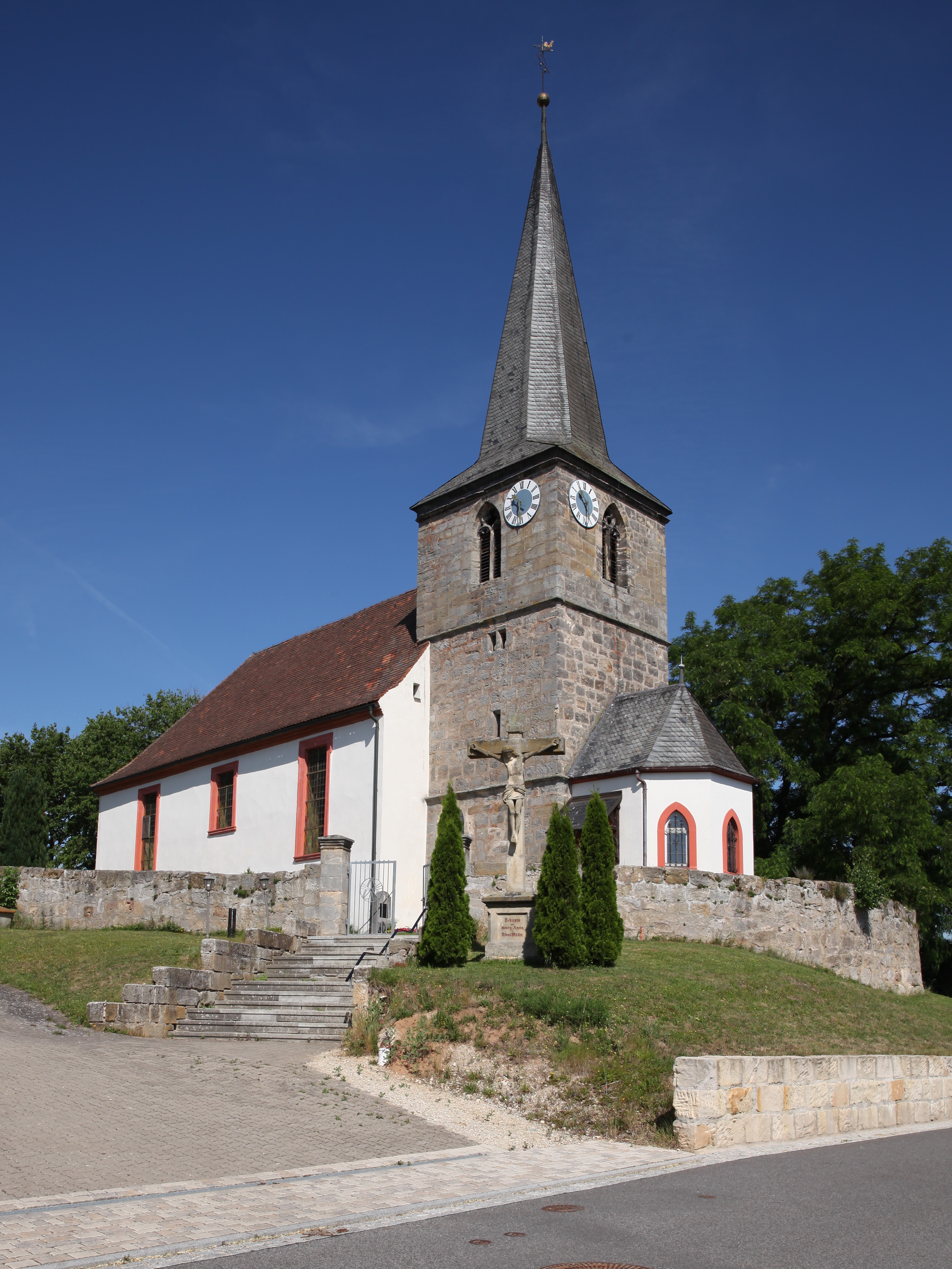
St. Nikolaus in Oberelldorf

Die römisch-katholische Filialkirche St. Nikolaus im oberfränkischen Oberelldorf, einem Ortsteil von Seßlach im Landkreis Coburg, geht auf eine spätmittelalterliche Chorturmanlage zurück.

## Geschichte
Die Nikolauskirche, eine Filialkirche der Pfarrei Seßlach, stammt im Kern aus dem 14. und 15. Jahrhundert. Von der spätmittelalterlichen Chorturmanlage sind noch die beiden unteren Turmgeschosse erhalten. Das Glockengeschoss stammt aus dem späteren 15. Jahrhundert. 1614 wurde die Kirche mit dem heutigen Patrozinium urkundlich genannt. Das Langhaus wurde im Dreißigjährigen Krieg zerstört. Zwischen 1710 und 1720 folgte der Neubau des Kirchenschiffes, wohl durch den Seßlacher Maurermeister Hanns Michael Schmitt. 1895 ließ die Gemeinde den Anbau der Sakristei im neugotischen Stil errichten. Eine Innenrenovierung wurde 1961 durchgeführt.

## Beschreibung

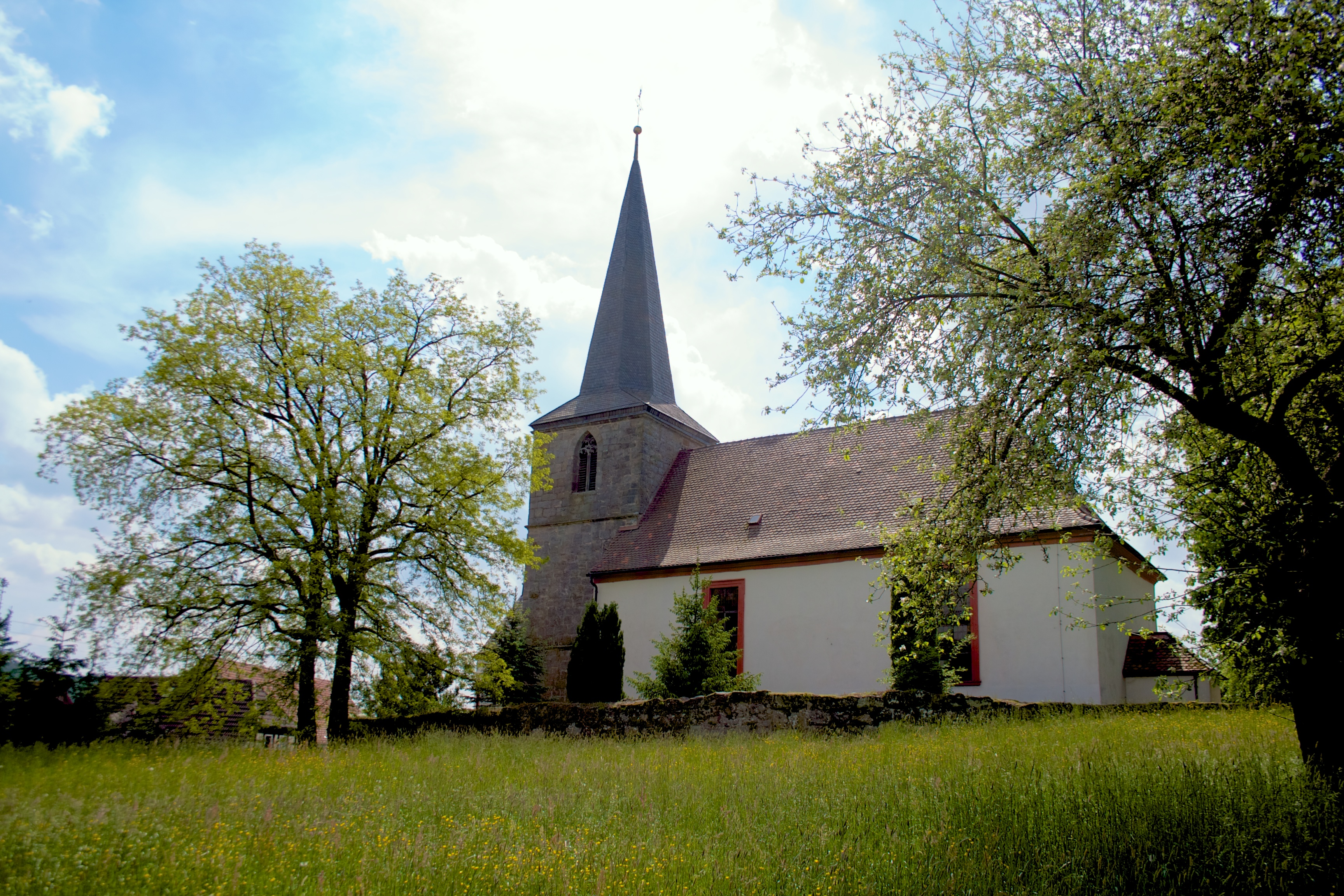
Nordfassade

Die Kirche steht am Nordwestrand Oberelldorfs in leicht erhöhter Lage inmitten des Friedhofes. Eine im Grundriss ovale, vermutlich spätmittelalterlichen Friedhofsmauer aus Sandsteinquadern von etwa ein Meter Höhe und 80 Zentimeter Stärke umzieht das Gotteshaus.
Der im Grundriss quadratische, stämmige Kirchturm hat im Sockelgeschoss einen eingezogenen Chorraum, der von einer Putzdecke über einer Kehle mit einem Profilgesims überspannt wird. In der Süd- und Nordseite sind jeweils im späten 18. Jahrhundert oder 19. Jahrhundert vergrößerte Rundbogenfenster angeordnet. Die Fassade besteht aus unverputzten Sandsteinquadern und ist durch Kehlgesimse zwischen den drei Geschossen gegliedert. Das im Innern zweigeteilte mittlere Geschoss hat kleine gefaste Rechtecköffnungen. Das oberste Geschoss ist durch sorgfältiger bearbeitetes Quadermauerwerk mit Zangenlöchern gekennzeichnet. An drei Seiten sind als Schallöffnungen zweibahnige Spitzbogenfenster mit gekehltem Gewände und Maßwerk in Dreipassformen vorhanden. Den oberen Abschluss des Glockengeschosses bildet ein Traufgesims über dem sich ein achteckiger, schiefergedeckter Spitzhelm mit Knauf, Kreuz und Wetterfahne befindet. An die Turmostseite ist eine neugotische Sakristei in Form eines kleinen, einjochigen Chores mit drei-achtel Schluss angebaut.
Ein einspringender, runder Chorbogen mit profilierten Kämpfern verbindet den Chor mit dem Langhaus. Das Langhaus ist ein Saalbau mit drei Fensterachsen, der von einer verputzen Flachdecke über einer kräftig profilierten Gesimskehle überspannt wird. Die Decke hat einen umlaufenden doppelten Stuckrahmen, dessen Profile in den vier Achsen in Halbkreisen verschlungen sind. Im Spiegel befindet sich außerdem ein größerer Mittelrahmen an den vorne und hinten zwei kleinere Rahmen in Herzform anschließen. Die Nordseite des Langhauses hat zwei hohe Rechteckfenster in stichbogiger Laibung, die Südseite hat ebenfalls zwei gleich gestaltete Fenster und zusätzlich in der Mittelachse über dem geschlossenen Seiteneingang ein verkürztes rechteckiges Fenster. Der Zugang befindet sich in der Westseite, über dem die hölzerne Orgelempore angeordnet ist. Die Empore stammt wohl aus dem späten 18. Jahrhundert. Sie ruht auf zwei gusseisernen Säulen aus dem späten 19. Jahrhundert. Die schlichte, gefelderte Rahmenbrüstung ist im Mittelteil dreiseitig vorgezogen. Den Zugang bildet eine abgewinkelte Podesttreppe in der Nordwestecke. Die Fassade besteht aus verputzten Sandsteinquadern und Brockenmauerwerk. Profilierte und geohrte Rahmungen an Türen und Fenstern aus Sandstein gliedern die Fassade. Den oberen Abschluss bildet ein profiliertes hölzernes Traufgesims unter einem abgewalmten Satteldach mit einer Ziegeldeckung.

## Ausstattung
Der Hochaltar besteht aus einem spätmittelalterlichen Sandsteinstipes und einem hölzernen Dreinischenretabel, das um 1895 in neugotischen Formen entstanden ist. In der Mittelnische befindet sich eine Holzstatue der Mutter Gottes, die vermutlich aus dem zweiten Drittel des 18. Jahrhunderts stammt. In den Seitennischen stehen Holzfiguren der heiligen Elisabeth und des heiligen Nikolaus, die gleichzeitig mit dem Retabel gefertigt wurden.
Die Kanzel besteht aus marmoriertem Holz mit vergoldetem Dekor und wird um 1710/20 datiert. Sie steht auf einem flachen Fuß mit Gesimsprofilierung und hat einen achtseitigen Korb sowie einen Schalldeckel. Vor den Brüstungsfeldern befinden sich fünf Holzstatuen, die weibliche Heilige, den heiligen Josef, den heiligen Nikolaus, die Muttergottes mit Kind und den heiligen Johannes den Täufer darstellen. Auf dem Schalldeckel mit Akanthusbesatz steht die Statue des Königs David mit Harfe, die im zweiten Viertel bis Mitte des 18. Jahrhunderts gefertigt wurde.
Weitere Holzfiguren an Wänden zeigen eine Pietà, vermutlich noch aus dem 15. Jahrhundert, den heiligen Wendelin, datiert auf das späte 18. Jahrhundert und den Auferstandenen, im 18. Jahrhundert entstanden.

## Orgel
Im Jahr 1854 erbaute der Nürnberger Orgelbauer Augustin Bittner eine Orgel auf der Westempore mit acht Registern auf einem Manual und Pedal. Das Instrument hat einen Schleifladen, eine mechanische Traktur und einen freistehenden Spieltisch. Der dreiteilige Orgelprospekt besitzt ein überhöhtes, rundbogig geschlossenes Mittelfeld mit einem flachen Dreiecksgiebel und etwas Schnitzwerk. Die Seitenfelder sind rechteckig und mit Rankendekor in den Ecken verziert.

## Gemeinde
Die Kirchengemeinde Oberelldorf hat etwa 270 Mitglieder in den Ortsteilen Oberelldorf, Unterelldorf und Lechenroth mit dem Weiler Muggenbach sowie Hafenpreppach von der Marktgemeinde Maroldsweisach. Flächen- und gebäudemäßig ist Oberelldorf die größte der fünf Filialkirchen der Pfarrei Seßlach.